# Staketsel

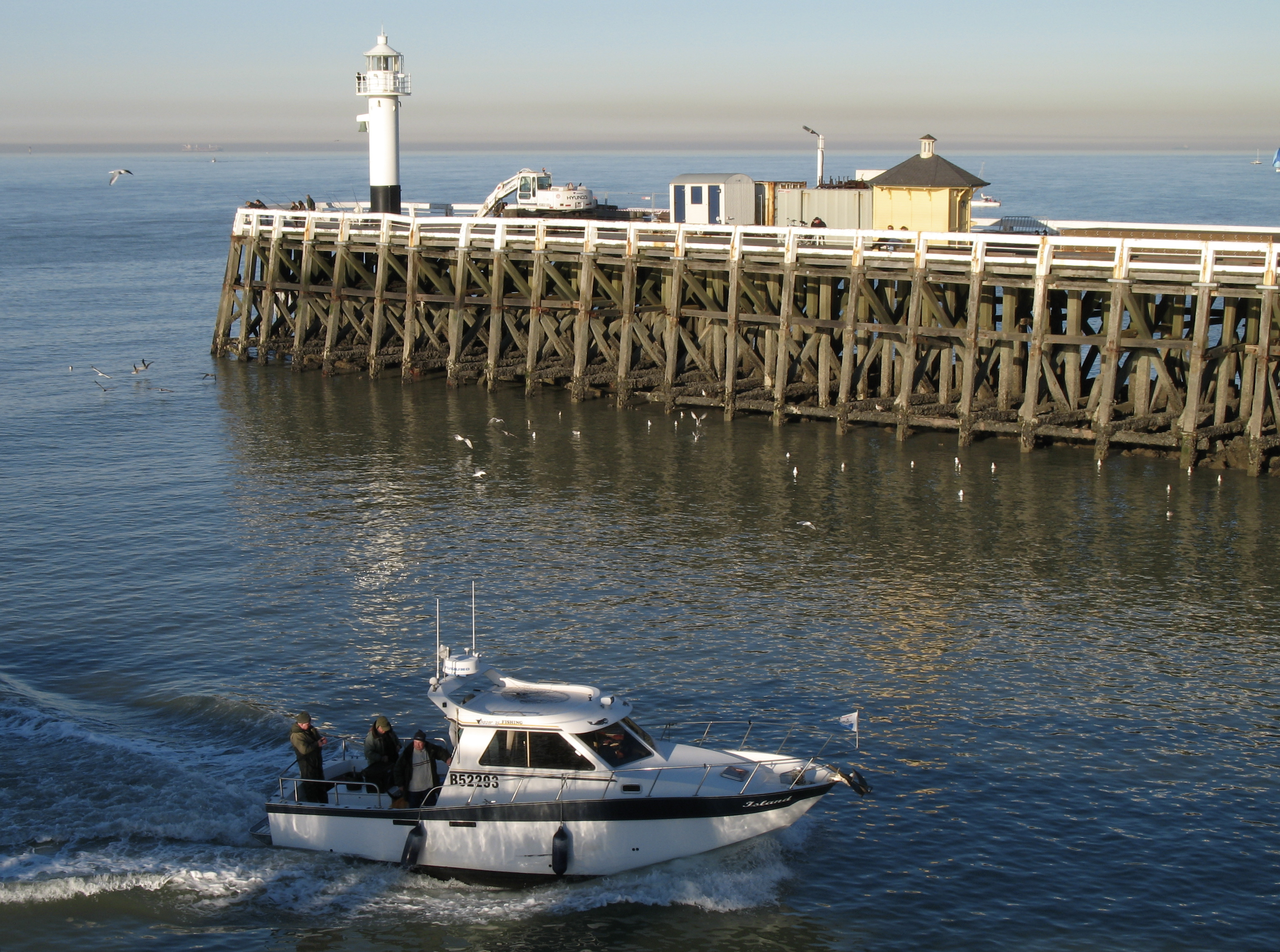
Staketsel van Blankenberge

Een staketsel is een versperring van houten palen of staken (staketten) die op korte afstand van elkaar in de grond geplaatst zijn en aan elkaar gemaakt zijn met traliewerk, prikkeldraad of ander materiaal. Ze werden vroeger bijvoorbeeld als palissade op een stadswal gebruikt, als onderdeel van een versperring rond een bolwerk, of als versperring in het water. In de tuinbouw wordt de benaming gebruikt voor langs houten constructies geleide heggen en bomen. In figuurlijke zin werd het in het verlengde daarvan vroeger ook wel gebruikt voor alles wat als een belemmering kon worden gezien.
In België en het zuiden van Nederland wordt het woord staketsel (dan ook wel staketwerk genoemd / fr:Estacade in het Frans) ook gebruikt voor een houten constructie rond een havengeul: van de kust tot een eind de zee in. Op het einde in zee staan er vaak bakens voor de scheepvaart, zoals een lichtopstand. Staketsels als havenhoofd zorgen ervoor dat de vaargeul niet meteen verzandt en de haven toegankelijk blijft voor de schepen. Men kan aan de Belgische kust dergelijke staketsels vinden bij de haveningangen van Nieuwpoort, Oostende en Blankenberge.

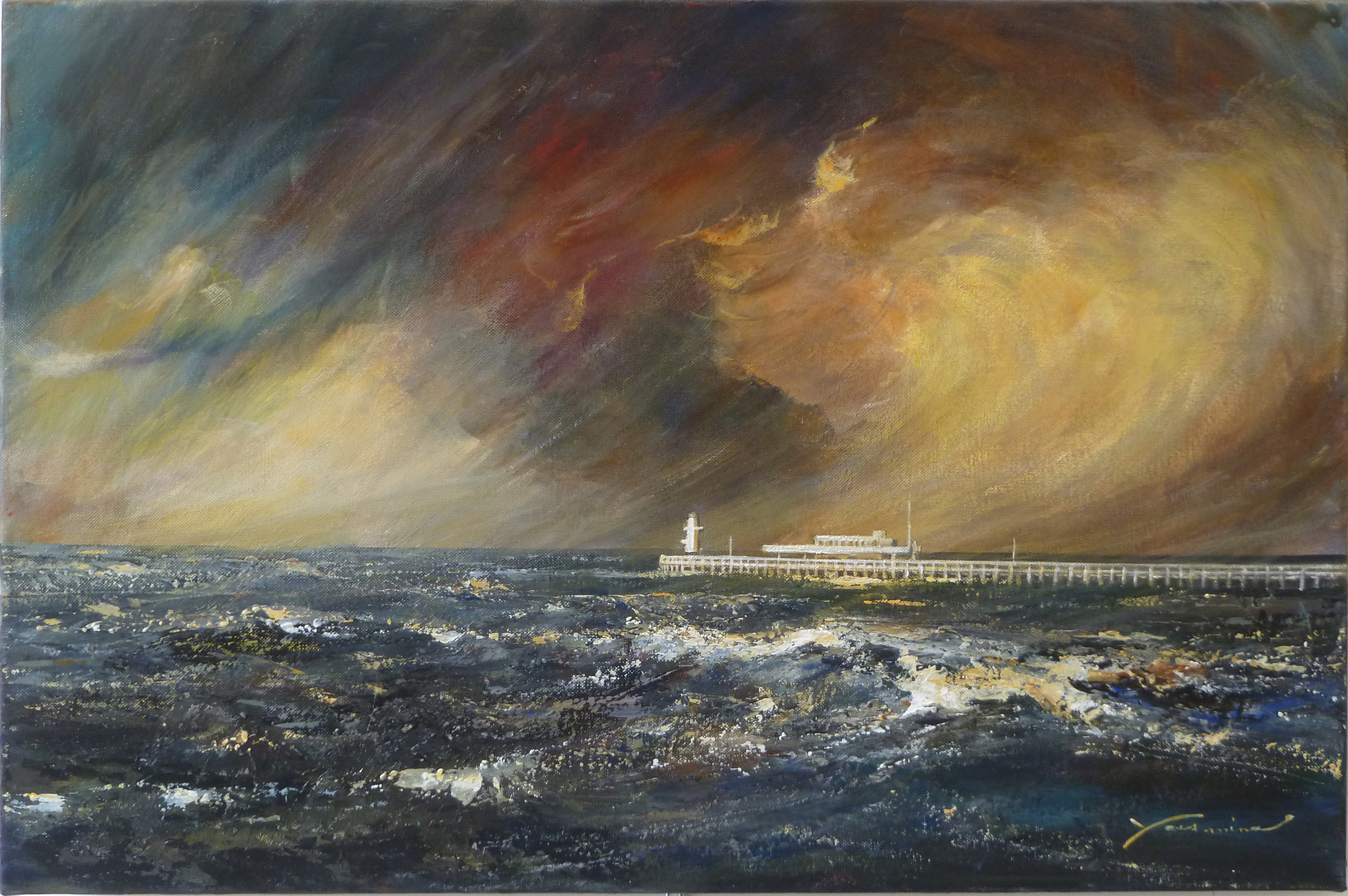
Artistieke impressie van het Oostends staketsel door de Belgische kunstschilderes Yasmina

In Nederland wordt het woord alleen gebruikt om een rij houten palen aan te duiden die in zee lopen. Een dergelijk in zee uitstekend wandelhoofd noemt men er een pier.